# Борис Савчук
Борис Савчук (рус. Борис Савчук; Дњепропетровск, 19. август 1943 — 1996) био је совјетски атлетски репрезентативац у трчању на 100 м, 200 м и штафетама 4 х 100 м, 4 х 400 м. Такмичио се средином 1960-их и почетком 1970-их година проплог века.

## Значајнији резултати
Прво велико такмичење биле су Летње олимпијске игре 1964. у Токију, где се такмичио се у две дисциоипине, У трци на 100 м је дисквалификован, а са штафетом 4 х 100 м заузео је 5. место. Штафета је трчала у саставу: Едвин Озолин, Борис Зубов, Гусман Косанов и Савчук.
Године 1966. освојио је са совјетском штафетом 4 х 100 метара сребрну медаљу на Европском првенству на отвореном. Штафета је трчала у саставу:Едвин Озолин, Армин Тујаков, Савчук и Николај Иванов.
На претечама европских првенстава у дворани Европским играма у дворани 1967. у Прагу осваја злато са штафетом 4 х 300 метара : Николај Иванов, Василиј Анисимов, Александар Братчиков и Савчук и сребро са мешовитом штафетом (150+300+450+600м). Савчук, Василиј Анисимов, Александар Братчиков и Валериј Фролов. Учествује и на следећим Европским играма 1968. у Мардиду поново осваја две медаље. Са штафетом 4 х 2 круга (због краће сале 4 х 364 м) су бронзани: Савчук, Василиј Анисимов, Сергеј Абалихин и Александар Братчиков, а са мешовитом штафетом (1+2+3+4 круга) осваја злато: Александар Лебедев, Савчук, Игор Потапченко и Сергеј Фручјок
На Европском првенству у Атини 1969. био је седми на 400 метара и освојио сребро са совјетском штафетом 4 х 400 метара, која је трчала у саставу: Јевгениј Борисенко, Савчук, Јуриј Зорин и Александар Братчиков.
На Европским првенствима у дворани учествује два пута На 1. у Бечу 1970. са шатафетом 4 х 400 м у сатаву Јевгениј Борисенко, Јуриј Зорин, Савчук и Александар Братчиков постаје европски првак. На другом 2. Европском првенству у дворани 1971. у Софији осваја још две сребне медаља: на 400 м са 46,8 сек  и са штафетом 4 х 400 м у сатаву: Александар Братчиков, Семјон Кочер, Савчук и Јевгениј Борисенко.
Првенство Совјетског Савеза освојио је 1970. на 200 м, 1967, 1968. и 1970. на 400 м и 1966. на 300 м у дворани.

## Спољашње веѕе
- Борис Савчук на сајту Sports-Reference.com (архивирано)